# Gran Premio motociclistico di San Marino e della Riviera di Rimini 2023
Il Gran Premio motociclistico di San Marino e della Riviera di Rimini 2023 è stato la dodicesima prova del motomondiale del 2023. Le vittorie nelle quattro classi sono andate a: Jorge Martín in entrambe la gare della MotoGP, Pedro Acosta in Moto2, David Alonso in Moto3, Mattia Casadei e Nicholas Spinelli nelle due gare della MotoE.
Giunta all'ultimo GP stagionale la classe MotoE, vede l'assegnazione del titolo iridato (già al termine della prima gara) al pilota italiano Mattia Casadei.

## MotoGP

### Sprint

#### Arrivati al traguardo
| Pos. | Nº | Pilota                | Squadra                     | Motocicletta       | Giri | Tempo     | Griglia | Punti |
| ---- | -- | --------------------- | --------------------------- | ------------------ | ---- | --------- | ------- | ----- |
| 1º   | 89 | Jorge Martín          | Prima Pramac Racing         | Ducati Desmosedici | 13   | 19'58.785 | 1º      | 12    |
| 2º   | 72 | Marco Bezzecchi       | Mooney VR46 Racing          | Ducati Desmosedici | 13   | +1.445    | 2º      | 9     |
| 3º   | 1  | Francesco Bagnaia     | Ducati Lenovo               | Ducati Desmosedici | 13   | +4.582    | 3º      | 7     |
| 4º   | 26 | Daniel Pedrosa        | Red Bull KTM Factory Racing | KTM RC16           | 13   | +4.772    | 5º      | 6     |
| 5º   | 33 | Brad Binder           | Red Bull KTM Factory Racing | KTM RC16           | 13   | +4.931    | 7º      | 5     |
| 6º   | 12 | Maverick Viñales      | Aprilia Racing              | Aprilia RS-GP      | 13   | +6.062    | 4º      | 4     |
| 7º   | 10 | Luca Marini           | Mooney VR46 Racing          | Ducati Desmosedici | 13   | +6.519    | 8º      | 3     |
| 8º   | 41 | Aleix Espargaró       | Aprilia Racing              | Aprilia RS-GP      | 13   | +7.893    | 6º      | 2     |
| 9º   | 73 | Álex Márquez          | Gresini Racing              | Ducati Desmosedici | 13   | +9.264    | 11º     | 1     |
| 10º  | 93 | Marc Márquez          | Repsol Honda                | Honda RC213V       | 13   | +11.318   | 9º      |       |
| 11º  | 25 | Raúl Fernández        | CryptoData RNF              | Aprilia RS-GP      | 13   | +13.365   | 12º     |       |
| 12º  | 88 | Miguel Oliveira       | CryptoData RNF              | Aprilia RS-GP      | 13   | +13.788   | 10º     |       |
| 13º  | 20 | Fabio Quartararo      | Monster Energy Yamaha       | Yamaha YZR-M1      | 13   | +14.243   | 13º     |       |
| 14º  | 5  | Johann Zarco          | Prima Pramac Racing         | Ducati Desmosedici | 13   | +14.154   | 16º     |       |
| 15º  | 43 | Jack Miller           | Red Bull KTM Factory Racing | KTM RC16           | 13   | +17.421   | 18º     |       |
| 16º  | 44 | Pol Espargaró         | GasGas Factory Racing Tech3 | KTM RC16           | 13   | +17.451   | 23º     |       |
| 17º  | 49 | Fabio Di Giannantonio | Gresini Racing              | Ducati Desmosedici | 13   | +18.133   | 21º     |       |
| 18º  | 21 | Franco Morbidelli     | Monster Energy Yamaha       | Yamaha YZR-M1      | 13   | +19.749   | 19º     |       |
| 19º  | 37 | Augusto Fernández     | GasGas Factory Racing Tech3 | KTM RC16           | 13   | +20.403   | 17º     |       |
| 20º  | 51 | Michele Pirro         | Aruba.it Racing             | Ducati Desmosedici | 13   | +21.454   | 14º     |       |
| 21º  | 30 | Takaaki Nakagami      | LCR Honda Idemitsu          | Honda RC213V       | 13   | +21.962   | 20º     |       |
| 22º  | 6  | Stefan Bradl          | HRC Team                    | Honda RC213V       | 13   | +23.672   | 15º     |       |
| 23º  | 36 | Joan Mir              | Repsol Honda                | Honda RC213V       | 13   | +36.100   | 22º     |       |

### Gara

#### Arrivati al traguardo
| Pos. | Nº | Pilota                | Squadra                     | Motocicletta       | Giri | Tempo     | Griglia | Punti |
| ---- | -- | --------------------- | --------------------------- | ------------------ | ---- | --------- | ------- | ----- |
| 1º   | 89 | Jorge Martín          | Prima Pramac Racing         | Ducati Desmosedici | 27   | 41'33.421 | 1º      | 25    |
| 2º   | 72 | Marco Bezzecchi       | Mooney VR46 Racing          | Ducati Desmosedici | 27   | +1.350    | 2º      | 20    |
| 3º   | 1  | Francesco Bagnaia     | Ducati Lenovo               | Ducati Desmosedici | 27   | +3.812    | 3º      | 16    |
| 4º   | 26 | Daniel Pedrosa        | Red Bull KTM Factory Racing | KTM RC16           | 27   | +4.481    | 5º      | 13    |
| 5º   | 12 | Maverick Viñales      | Aprilia Racing              | Aprilia RS-GP      | 27   | +10.510   | 4º      | 11    |
| 6º   | 88 | Miguel Oliveira       | CryptoData RNF              | Aprilia RS-GP      | 27   | +12.274   | 10º     | 10    |
| 7º   | 93 | Marc Márquez          | Repsol Honda                | Honda RC213V       | 27   | +13.576   | 9º      | 9     |
| 8º   | 25 | Raúl Fernández        | CryptoData RNF              | Aprilia RS-GP      | 27   | +14.091   | 12º     | 8     |
| 9º   | 10 | Luca Marini           | Mooney VR46 Racing          | Ducati Desmosedici | 27   | +14.982   | 8º      | 7     |
| 10º  | 5  | Johann Zarco          | Prima Pramac Racing         | Ducati Desmosedici | 27   | +15.484   | 16º     | 6     |
| 11º  | 73 | Álex Márquez          | Gresini Racing              | Ducati Desmosedici | 27   | +15.702   | 11º     | 5     |
| 12º  | 41 | Aleix Espargaró       | Aprilia Racing              | Aprilia RS-GP      | 27   | +15.878   | 6º      | 4     |
| 13º  | 20 | Fabio Quartararo      | Monster Energy Yamaha       | Yamaha YZR-M1      | 27   | +15.898   | 13º     | 3     |
| 14º  | 33 | Brad Binder           | Red Bull KTM Factory Racing | KTM RC16           | 27   | +23.778   | 7º      | 2     |
| 15º  | 21 | Franco Morbidelli     | Monster Energy Yamaha       | Yamaha YZR-M1      | 27   | +24.579   | 19º     | 1     |
| 16º  | 37 | Augusto Fernández     | GasGas Factory Racing Tech3 | KTM RC16           | 27   | +31.230   | 17º     |       |
| 17º  | 49 | Fabio Di Giannantonio | Gresini Racing              | Ducati Desmosedici | 27   | +32.537   | 21º     |       |
| 18º  | 6  | Stefan Bradl          | HRC Team                    | Honda RC213V       | 27   | +35.330   | 15º     |       |
| 19º  | 30 | Takaaki Nakagami      | LCR Honda Idemitsu          | Honda RC213V       | 27   | +43.601   | 20º     |       |

#### Ritirati
| Nº | Pilota        | Squadra                     | Motocicletta       | Giri | Griglia |
| -- | ------------- | --------------------------- | ------------------ | ---- | ------- |
| 44 | Pol Espargaró | GasGas Factory Racing Tech3 | KTM RC16           | 15   | 23º     |
| 36 | Joan Mir      | Repsol Honda                | Honda RC213V       | 10   | 22º     |
| 43 | Jack Miller   | Red Bull KTM Factory Racing | KTM RC16           | 9    | 18º     |
| 51 | Michele Pirro | Aruba.it Racing             | Ducati Desmosedici | 9    | 14º     |

## Moto2

### Arrivati al traguardo
| Pos. | Nº | Pilota           | Squadra                     | Motocicletta | Giri | Tempo     | Griglia | Punti |
| ---- | -- | ---------------- | --------------------------- | ------------ | ---- | --------- | ------- | ----- |
| 1º   | 37 | Pedro Acosta     | Red Bull KTM Ajo            | Kalex        | 22   | 35'30.145 | 2º      | 25    |
| 2º   | 13 | Celestino Vietti | Fantic Racing               | Kalex        | 22   | +6.305    | 1º      | 20    |
| 3º   | 21 | Alonso López     | +Ego SpeedUp                | Boscoscuro   | 22   | +9.989    | 6º      | 16    |
| 4º   | 14 | Tony Arbolino    | Elf Marc VDS Racing         | Kalex        | 22   | +11.344   | 9º      | 13    |
| 5º   | 79 | Ai Ogura         | Idemitsu Honda Team Asia    | Kalex        | 22   | +12.442   | 13º     | 11    |
| 6º   | 35 | Somkiat Chantra  | Idemitsu Honda Team Asia    | Kalex        | 22   | +13.160   | 11º     | 10    |
| 7º   | 18 | Manuel González  | Correos Prepago Yamaha VR46 | Kalex        | 22   | +13.907   | 3º      | 9     |
| 8º   | 16 | Joe Roberts      | Italtrans Racing            | Kalex        | 22   | +20.350   | 7º      | 8     |
| 9º   | 12 | Filip Salač      | QJMotor Gresini             | Kalex        | 22   | +20.523   | 10º     | 7     |
| 10º  | 34 | Mattia Pasini    | Fieten Olie Racing GP       | Kalex        | 22   | +21.759   | 5º      | 6     |
| 11º  | 11 | Sergio García    | Pons Wegow Los40            | Kalex        | 22   | +21.989   | 22º     | 5     |
| 12º  | 96 | Jake Dixon       | Inde GasGas Aspar           | Kalex        | 22   | +22.900   | 14º     | 4     |
| 13º  | 64 | Bo Bendsneyder   | Pertamina Mandalika SAG     | Kalex        | 22   | +23.747   | 15º     | 3     |
| 14º  | 24 | Marcos Ramírez   | OnlyFans American Racing    | Kalex        | 22   | +30.287   | 16º     | 2     |
| 15º  | 7  | Barry Baltus     | Fieten Olie Racing GP       | Kalex        | 22   | +32.547   | 17º     | 1     |
| 16º  | 52 | Jeremy Alcoba    | QJMotor Gresini             | Kalex        | 22   | +38.673   | 18º     |       |
| 17º  | 67 | Alberto Surra    | Forward Team                | Forward      | 22   | +46.029   | 23º     |       |
| 18º  | 72 | Borja Gómez      | Fantic Racing               | Kalex        | 22   | +51.346   | 28º     |       |
| 19º  | 23 | Taiga Hada       | Pertamina Mandalika SAG     | Kalex        | 22   | +52.716   | 30º     |       |
| 20º  | 4  | Sean Dylan Kelly | Forward Team                | Forward      | 22   | +55.208   | 29º     |       |
| 21º  | 5  | Kōta Nozane      | Correos Prepago Yamaha VR46 | Kalex        | 22   | +55.330   | 27º     |       |

### Ritirati
| Nº | Pilota                  | Squadra                        | Motocicletta | Giri | Griglia |
| -- | ----------------------- | ------------------------------ | ------------ | ---- | ------- |
| 3  | Lukas Tulovic           | Liqui Moly Husqvarna Intact GP | Kalex        | 21   | 24º     |
| 28 | Izan Guevara            | Inde GasGas Aspar              | Kalex        | 21   | 19º     |
| 22 | Sam Lowes               | Elf Marc VDS Racing            | Kalex        | 15   | 8º      |
| 54 | Fermín Aldeguer         | +Ego SpeedUp                   | Boscoscuro   | 14   | 21º     |
| 33 | Rory Skinner            | OnlyFans American Racing       | Kalex        | 9    | 25º     |
| 40 | Arón Canet              | Pons Wegow Los40               | Kalex        | 7    | 4º      |
| 71 | Dennis Foggia           | Italtrans Racing               | Kalex        | 3    | 26º     |
| 84 | Zonta van den Goorbergh | Fieten Olie Racing GP          | Kalex        | 3    | 12º     |
| 8  | Senna Agius             | Liqui Moly Husqvarna Intact GP | Kalex        | 2    | 20º     |

## Moto3

### Arrivati al traguardo
| Pos. | Nº | Pilota             | Squadra                        | Motocicletta  | Giri | Tempo     | Griglia | Punti |
| ---- | -- | ------------------ | ------------------------------ | ------------- | ---- | --------- | ------- | ----- |
| 1º   | 80 | David Alonso       | Gaviota GasGas Aspar           | Gas Gas       | 20   | 34'04.490 | 6º      | 25    |
| 2º   | 5  | Jaume Masiá        | Leopard Racing                 | Honda NSF250R | 20   | +0.036    | 1º      | 20    |
| 3º   | 53 | Deniz Öncü         | Red Bull KTM Ajo               | KTM RC 250 GP | 20   | +0.237    | 5º      | 16    |
| 4º   | 44 | David Muñoz        | Boé Motorsports                | KTM RC 250 GP | 20   | +0.764    | 7º      | 13    |
| 5º   | 95 | Collin Veijer      | Liqui Moly Husqvarna Intact GP | Husqvarna     | 20   | +4.800    | 10º     | 11    |
| 6º   | 27 | Kaito Toba         | SIC58 Squadra Corse            | Honda NSF250R | 20   | +7.782    | 3º      | 10    |
| 7º   | 71 | Ayumu Sasaki       | Liqui Moly Husqvarna Intact GP | Husqvarna     | 20   | +7.862    | 2º      | 9     |
| 8º   | 48 | Iván Ortolá        | Angeluss MTA                   | KTM RC 250 GP | 20   | +8.072    | 13º     | 8     |
| 9º   | 99 | José Antonio Rueda | Red Bull KTM Ajo               | KTM RC 250 GP | 20   | +8.167    | 12º     | 7     |
| 10º  | 55 | Romano Fenati      | Rivacold Snipers               | Honda NSF250R | 20   | +8.353    | 18º     | 6     |
| 11º  | 72 | Taiyo Furusato     | Honda Team Asia                | Honda NSF250R | 20   | +8.402    | 14º     | 5     |
| 12º  | 10 | Diogo Moreira      | MT Helmets - MSI               | KTM RC 250 GP | 20   | +9.075    | 4º      | 4     |
| 13º  | 82 | Stefano Nepa       | Angeluss MTA                   | KTM RC 250 GP | 20   | +9.107    | 9º      | 3     |
| 14º  | 6  | Ryusei Yamanaka    | Gaviota GasGas Aspar           | Gas Gas       | 20   | +10.846   | 15º     | 2     |
| 15º  | 24 | Tatsuki Suzuki     | Leopard Racing                 | Honda NSF250R | 20   | +11.352   | 16º     | 1     |
| 16º  | 96 | Daniel Holgado     | Red Bull KTM Tech3             | KTM RC 250 GP | 20   | +11.441   | 8º      |       |
| 17º  | 43 | Xavier Artigas     | CFMoto Racing PrüstelGP        | CFMoto        | 20   | +17.232   | 20º     |       |
| 18º  | 54 | Riccardo Rossi     | SIC58 Squadra Corse            | Honda NSF250R | 20   | +17.356   | 17º     |       |
| 19º  | 66 | Joel Kelso         | CFMoto Racing PrüstelGP        | CFMoto        | 20   | +17.584   | 11º     |       |
| 20º  | 18 | Matteo Bertelle    | Rivacold Snipers               | Honda NSF250R | 20   | +17.616   | 19º     |       |
| 21º  | 7  | Filippo Farioli    | Red Bull KTM Tech3             | KTM RC 250 GP | 20   | +20.479   | 22º     |       |
| 22º  | 70 | Joshua Whatley     | VisionTrack Racing             | Honda NSF250R | 20   | +25.834   | 21º     |       |
| 23º  | 19 | Scott Ogden        | VisionTrack Racing             | Honda NSF250R | 20   | +25.966   | 24º     |       |
| 24º  | 20 | Lorenzo Fellon     | CIP Green Power                | KTM RC 250 GP | 20   | +27.097   | 25º     |       |
| 25º  | 63 | Syarifuddin Azman  | MT Helmets - MSI               | KTM RC 250 GP | 20   | +37.132   | 27º     |       |
| 26º  | 64 | Mario Aji          | Honda Team Asia                | Honda NSF250R | 20   | +37.589   | 26º     |       |
| 27º  | 22 | Ana Carrasco       | Boé Motorsports                | KTM RC 250 GP | 20   | +48.240   | 28º     |       |

### Ritirato
| Nº | Pilota         | Squadra         | Motocicletta  | Giri | Griglia |
| -- | -------------- | --------------- | ------------- | ---- | ------- |
| 38 | David Salvador | CIP Green Power | KTM RC 250 GP | 1    | 23º     |

## MotoE
Tutti i piloti sono dotati di motocicletta fornita dalla Ducati.

### Gara 1

#### Arrivati al traguardo
| Pos. | Nº | Pilota             | Squadra                    | Giri | Tempo     | Griglia | Punti |
| ---- | -- | ------------------ | -------------------------- | ---- | --------- | ------- | ----- |
| 1º   | 40 | Mattia Casadei     | HP Pons Los40              | 8    | 13'35.506 | 2º      | 25    |
| 2º   | 4  | Héctor Garzó       | Dynavolt Intact GP         | 8    | +0.021    | 4º      | 20    |
| 3º   | 29 | Nicholas Spinelli  | HP Pons Los40              | 8    | +0.241    | 3º      | 16    |
| 4º   | 34 | Kevin Manfredi     | Ongetta SIC58 Squadracorse | 8    | +0.816    | 7º      | 13    |
| 5º   | 21 | Kevin Zannoni      | Ongetta SIC58 Squadracorse | 8    | +0.898    | 8º      | 11    |
| 6º   | 11 | Matteo Ferrari     | Felo Gresini               | 8    | +1.085    | 1º      | 10    |
| 7º   | 61 | Alessandro Zaccone | Tech3 E-racing             | 8    | +5.562    | 9º      | 9     |
| 8º   | 3  | Randy Krummenacher | Dynavolt Intact GP         | 8    | +7.406    | 12º     | 8     |
| 9º   | 78 | Hikari Ōkubo       | Tech3 E-racing             | 8    | +9.301    | 15º     | 7     |
| 10º  | 81 | Jordi Torres       | Openbank Aspar             | 8    | +9.369    | 6º      | 6     |
| 11º  | 8  | Mika Pérez         | RNF                        | 8    | +10.392   | 14º     | 5     |
| 12º  | 72 | Alessio Finello    | Felo Gresini               | 8    | +14.854   | 16º     | 4     |
| 13º  | 6  | María Herrera      | OpenBank Aspar             | 8    | +16.580   | 17º     | 3     |
| 14º  | 51 | Eric Granado       | LCR E-Team                 | 8    | +41.130   | 11º     | 2     |
| 15º  | 77 | Miquel Pons        | LCR E-Team                 | 8    | +1'14.235 | 10º     | 1     |
| 16º  | 9  | Andrea Mantovani   | RNF                        | 7    | +1 giro   | 5º      |       |

#### Non classificato
| Nº | Pilota       | Squadra       | Giri | Griglia |
| -- | ------------ | ------------- | ---- | ------- |
| 16 | Andrea Migno | Prettl Pramac | 5    | 18º     |

#### Ritirato
| Nº | Pilota       | Squadra       | Giri | Griglia |
| -- | ------------ | ------------- | ---- | ------- |
| 53 | Esteve Rabat | Prettl Pramac | 0    | 13º     |

### Gara 2

#### Arrivati al traguardo
| Pos. | Nº | Pilota             | Squadra                    | Giri | Tempo     | Griglia | Punti |
| ---- | -- | ------------------ | -------------------------- | ---- | --------- | ------- | ----- |
| 1º   | 29 | Nicholas Spinelli  | HP Pons Los40              | 8    | 13'34.056 | 3º      | 25    |
| 2º   | 4  | Héctor Garzó       | Dynavolt Intact GP         | 8    | +0.196    | 4º      | 20    |
| 3º   | 40 | Mattia Casadei     | HP Pons Los40              | 8    | +0.429    | 2º      | 16    |
| 4º   | 81 | Jordi Torres       | Openbank Aspar             | 8    | +1.000    | 6º      | 13    |
| 5º   | 9  | Andrea Mantovani   | RNF                        | 8    | +0.726    | 5º      | 11    |
| 6º   | 21 | Kevin Zannoni      | Ongetta SIC58 Squadracorse | 8    | +1.080    | 8º      | 10    |
| 7º   | 11 | Matteo Ferrari     | Felo Gresini               | 8    | +1.493    | 1º      | 9     |
| 8º   | 53 | Esteve Rabat       | Prettl Pramac              | 8    | +4.060    | 13º     | 8     |
| 9º   | 77 | Miquel Pons        | LCR E-Team                 | 8    | +5.891    | 10º     | 7     |
| 10º  | 61 | Alessandro Zaccone | Tech3 E-racing             | 8    | +6.196    | 9º      | 6     |
| 11º  | 3  | Randy Krummenacher | Dynavolt Intact GP         | 8    | +7.351    | 12º     | 5     |
| 12º  | 78 | Hikari Ōkubo       | Tech3 E-racing             | 8    | +10.783   | 15º     | 4     |
| 13º  | 8  | Mika Pérez         | RNF                        | 8    | +14.695   | 14º     | 3     |
| 14º  | 16 | Andrea Migno       | Prettl Pramac              | 8    | +17.767   | 18º     | 2     |
| 15º  | 72 | Alessio Finello    | Felo Gresini               | 8    | +18.060   | 16º     | 1     |
| 16º  | 6  | María Herrera      | OpenBank Aspar             | 8    | +19.993   | 17º     |       |
| 17º  | 51 | Eric Granado       | LCR E-Team                 | 8    | +1'07.106 | 11º     |       |
| 18º  | 34 | Kevin Manfredi     | Ongetta SIC58 Squadracorse | 8    | +1'25.840 | 7º      |       |